# 羅穆亞
聖羅穆亞（Saint Romualdus，西元951 年至1025），或譯作聖羅慕爾德、聖羅慕鐸。在 11 世紀初創立了卡馬爾多利斯修道院，遵循本篤會傳統，恢復起初修道院的隱士生活。聖羅穆亞也是十一世紀「隱士禁慾主義」的重要人物。他用了大約30 年的時間遊歷義大利，並建立和改造修道院及隱居所。 
根據 Peter Damian在羅穆亞去世約十五年後冩的《 vita》,
， 羅穆亞出生在義大利東北部的拉文納，屬於貴族奧涅斯蒂（Onesti）家族。他的父親是Sergius degli Onesti，母親是Traversara Traversari。
根據早期的記載，年輕時的羅穆亞沉迷於第十世紀貴族普遍性的俗世快樂和罪惡。二十歲時，他擔任父親的副手，然而父親在財產決鬥中殺死了一位親戚，羅穆亞對自己目睹的罪行感到厭惡，於是前往聖阿波利納里斯修道院（Saint Pollinare）為他的父親進行四十天的懺悔。 這 40 天的經歷使羅穆亞成為聖阿波利納里斯修道院的修道士，但嚴格的禁慾主義使他與其他一些修道士發生了衝突。於是羅穆亞離開拉文納前往威尼斯，在那裡成為隱士馬裡努斯的弟子。
拉文納的聖羅慕亞於 1027 年 6 月 19 日在修道院的牢房內去世。教皇貴格利十三世於 1582 年冊封他為聖人。